# Marcelo PQD
Marcelo Soares de Medeiros, mais conhecido por Marcelo PQD (Rio de Janeiro, 10 de junho de 1972), é um traficante de drogas e armas do Rio de Janeiro. É tido como um dos maiores traficantes do Rio.

## Biografia
A alcunha de "PQD", que vem de "paraquedista", advém do fato de que o criminoso era membro da Brigada de Infantaria Paraquedista do Exército antes de entrar para o crime. Ele serviu no 27º Batalhão de Infantaria Paraquedista durante quase dois anos, entre 1991 e 1993, quando foi dispensado.
Tido como um dos chefões na Ilha, grande aliado do Comando Vermelho liderado por Luiz Fernando da Costa, o "Fernandinho Beira-Mar", Marcelo PQD comandava o tráfico nas favelas da região do Dendê, na Ilha do Governador. Ao ser expulso do Dendê por Fernandinho Guarabu ele se aliou à comunidade do Barbante, rival do Dendê. 
Em junho de 2000 foi condenado a 11 anos de prisão, em regime fechado, por porte de armas exclusivas das Forças Armadas. Em 2007, o bandido foi preso nos arredores do Dendê, dentro de uma casa onde estava se preparando para retomar o controle de drogas na comunidade. Beneficiado em janeiro de 2007 por bom comportamento, PQD saiu do Presídio Edgar Costa, em Niterói, para visitar parentes, e não voltou mais. Marcelo era também conhecido por ensinar táticas militares e treinamento de guerrilha para seus comandados. Sendo especializado em assuntos militares, o bandido é tido como sendo extremamente nocivo.
Na ocasião da prisão, PQD preparava-se para invadir o Morro do Dendê, e retomar a favela das mãos de seu inimigo, o traficante Fernandinho Guarabu.